# Calomyscus elburzensis
Calomyscus elburzensis é uma espécie de roedor da família Calomyscidae.
Pode ser encontrada no Afeganistão, Irã e Turcomenistão.